# Кремль (канонерський човен)
«Кремль» — радянський річковий канонерський човен (канонерка), облаштований на початку німецько-радянської війни з мобілізованого парового колісного буксира. Наприкінці серпня 1941 року канонерка відзначилася успішними діями під час знищення міста через Дніпро біля с. Окунінове, де на той момент розташовувався плацдарм 6-ї німецької армії.

## Проектування, будівництво
1932 року на заводі «Ленінська кузня» у Києві спроектовано та розпочато серійне виробництво першої радянської компаундної парової машини потужністю 400 к.с. із паророзподілювачем Ленца та з так званим ухиленим компонуванням. Це надало змогу спроектувати та розпочати будівництво серії парових колісних буксирів у рамках замовлення СБ-51. Судна мали корпус із зварених сталевих листів, просторі приміщення, каюти на одну або дві особи, душову та пральню. Головним у серії став пароплав «Смольний».
За передвоєнним мобілізаційним планом чотири таких колісних буксири треба було мобілізувати та переоблаштувати на канонерки, що за тодішньою класифікацією мали артилерію калібру більше 76 мм. Переоблаштування включало в себе посилення конструкції судна, щоб витримувати напруження від віддачі гармат, 6-мм бронювання снарядних погребів та броньову бойову рубку.

## Історія служби у складіПВФ
23 червня 1941 року «Кремль» мобілізовано та вже 7 липня повністю переоблаштовано у канонерський човен, його командиром став лейтенант запасу Градинович Ф. І. 11 липня канонерка потрапляє до складу Дніпровського загону річкових кораблів (ЗРК) Пінської військової флотилії для дій у районі Трипілля, Ржищів. З 2 серпня, коли німецькі війська наблизилися до Києва з півдня, «Кремль» разом з іншим канонерським човном «Каганович» веде вогонь по цілях у районах Козин та Плюти. Упродовж 4 діб артилеристи «Кремля» зробили близько 150 пострілів. 4 серпня корабель включено до складу Київського загону річкових кораблів ПВФ для дій на річці Дніпро на флангах Київського укрепленого району. Вогньова підтримка захистникам Києва з боку «Кремля» припинилася лише 22 серпня, коли канонерський човен направлено на прикриття прип'ятьских переправ відступаючої 5-ї армії Південно-Західного фронту. Але «Кремлю» не вдалося вчасно прийти до пункту призначення — переправа закінчилася швидше, він дійшов лише до містечка Чорнобиль.
Ввечері 23 серпня 1941 року передові загони німецької 111-ї піхотної дивізії, посилені самохідними установками StuG III, розбили погано організовані частини 27-го стрілецького корпусу 37-ї армії Південно-Західного фронту, що відступали за наказом, захопили міст через Дніпро біля села Окунінове та облаштували плацдарм на лівому березі Дніпра. Радянське командування з'ясувало ситуацію із втратою переправи лише вранці 24 серпня. Тоді ж були надані накази перш за все мобільним засобам — авіації та річковим кораблям — за будь-якою ціною знищити захоплений ворогом міст. Водночас в район Окунінове — Остер підтягували артилерію та стрілецькі частини, які розпочали більш-менш ефективні атаки на німецький плацдарм після 25 серпня.
25 серпня «Кремль» кілька разів наодинці виходив з півночі до захопленого ворогом моста та обстрілював його, поки одна з ферм не впала у воду. В ці ж години відбувалися авіанальоти радянської авіації на міст та його обстріл з півдня гарматами канонерського човна «Вірний», що діяв також самостійно. В ніч на 26 серпня 1941 року «Кремль» брав участь разом з іншими кораблями ПВФ у прориві до Києва із району Чорнобиль — Домантове, минаючи німецький плацдарм біля села Окунінове. Канонерка потрапила під сильний обстріл, під час якого намагалася надати допомогу іншим кораблям ПВФ, серед екіпажу вбито 1 та поранено не менш ніж 5 осіб. Вранці 26 серпня, йдучі до Києва, «Кремль» наблизився до села Тарасовичі, коли з заходу його атакували близько 10 німецьких бомбардувальників. Під час бою команда корабля збила один ворожий літак. Але «Кремль» отримав два влучення у носову частину та одне у корму, де загорілися снаряди. Внаслідок цього корабель швидко затонув, 21 червонофлотець загинув. Ще один член екіпажу добровільно перебіг до німців, які згодом склали протокол його допиту.
31 серпня 1941 року канонерський човен виключено із списків кораблів ВМФ за наказом командуючего флотом.